# Dal soggetto al film
Dal soggetto al film è stata una collana editoriale di monografie sui film italiani, fondata nel 1956 da Renzo Renzi, che la diresse sino al 1977, pubblicata dall'editore Cappelli di Bologna.

## Descrizione
Fu la prima collana editoriale ad occuparsi di cinema italiano: per ogni film appena uscito nella stagione cinematografica di competenza, raccoglieva i documenti preparatori dell'opera cinematografica (dal soggetto alla sceneggiatura, sia desunta alla moviola oppure originale). Era pubblicata nelle librerie in volumi cartonati con sovracoperta, ed ottenne grande successo al punto che diversi volumi vennero tradotti anche all'estero.
Ne uscirono 77 volumi, 54 della serie regolare e 23 della serie retrospettiva.

## Volumi pubblicati

### Serie regolare
- Giulietta e Romeo di Renato Castellani – n. 1
- Senso di Luchino Visconti – n. 2
- Guerra e pace di King Vidor – n. 3
- Il tetto di Vittorio De Sica – n. 4
- Le notti di Cabiria di Federico Fellini – n. 5
- Le notti bianche di Luchino Visconti – n. 6
- La diga sul Pacifico di René Clément – n. 7
- Il grido di Michelangelo Antonioni – n. 8
- L'uomo di paglia di Pietro Germi – n. 9
- La tempesta di Alberto Lattuada – n. 10
- La legge di Jules Dassin – n. 11
- La grande guerra di Mario Monicelli – n. 12
- La dolce vita di Federico Fellini – n. 13
- Jovanka e le altre di Martin Ritt – n. 14
- L'avventura di Michelangelo Antonioni – n. 15
- Era notte a Roma di Roberto Rossellini – n. 16
- Rocco e i suoi fratelli di Luchino Visconti – n. 17
- La viaccia di Mauro Bolognini – n. 18
- Odissea nuda di Franco Rossi – n. 19
- L'oro di Roma di Carlo Lizzani – n. 20
- Barabba di Richard Fleischer – n. 21
- Boccaccio '70 di Vittorio De Sica, Federico Fellini, Mario Monicelli, Luchino Visconti – n. 22
- L'eclisse di Michelangelo Antonioni – n. 23
- La banda Casaroli di Florestano Vancini – n. 24
- La steppa di Alberto Lattuada – n. 25
- I misteri di Roma di Cesare Zavattini – n. 26
- 8 ½ di Federico Fellini – n. 27
- Il processo di Verona di Carlo Lizzani – n. 28
- Il Gattopardo di Luchino Visconti – n. 29
- I compagni di Mario Monicelli – n. 30
- Sedotta e abbandonata di Pietro Germi – n. 31
- Deserto rosso di Michelangelo Antonioni – n. 32
- Giulietta degli spiriti di Federico Fellini (Tullio Kezich) – n. 33
- Vaghe stelle dell'Orsa... di Luchino Visconti – n. 34
- Un uomo a metà di Vittorio De Seta – n. 35
- La Cina è vicina di Marco Bellocchio – n. 36
- Tre passi nel delirio di Federico Fellini, Louis Malle, Roger Vadim – n. 37
- Fellini Satyricon di Federico Fellini – n. 38
- La caduta degli dei di Luchino Visconti – n. 39
- Zabriskie Point di Michelangelo Antonioni – n. 40
- Uomini contro di Francesco Rosi – n. 41
- Morte a Venezia di Luchino Visconti (Lino Micciché) – n. 42
- Girolimoni, il mostro di Roma di Damiano Damiani – n. 43
- Nel nome del padre di Marco Bellocchio (Goffredo Fofi) – n. 44
- Roma di Federico Fellini (Bernardino Zapponi) – n. 45
- I clowns e Block-notes di un regista di Federico Fellini – n. 46
- Ludwig di Luchino Visconti (Giorgio Ferrara) – n. 47
- Amarcord di Federico Fellini – n. 48
- La colonna infame di Nelo Risi (Leonardo Sciascia ed altri) – n. 49 (aprile 1973)
- Il delitto Matteotti di Florestano Vancini – n. 50 (settembre 1973)
- Gruppo di famiglia in un interno di Luchino Visconti – n. 51
- Fatti di gente perbene (Il processo Murri) di Mauro Bolognini (Renzo Renzi) – n. 52 (ottobre 1974)
- Il Casanova di Federico Fellini – n. 53
- Padre padrone di Paolo e Vittorio Taviani – n. 54

### Serie retrospettiva (parziale)
- Il primo Fellini (Lo sceicco bianco, I vitelloni, L'amore in città, Il bidone) – n. 1
- La trilogia della guerra di Rossellini (Roma città aperta, Paisà, Germania anno zero) – n. 2